# 제임스 가먼
제임스 개먼(James Gammon, 1940년 4월 20일 ~ 2010년 7월 16일)은 미국의 배우, 성우, 무대 연출가이다.
코스타메사에서 사망하였다. 사인은 간암이다.

## 출연 작품
- 오티스 E. (2010년)
- 새로운 딸 (2009년)
- 일렉트릭 미스트 (2009년) - 벤 허버트 역
- 아팔루사 (2008년) - 얼 메이 역
- 더 파이널 시즌 (2007년)
- 내셔널트레져: 보물의비밀 (2006, Outlaw Trail: The Treasure of Butch Cassidy)
- 더 파 사이드 오브 제리초 (2006년)
- 얼터드 (2006년)
- 돈 컴 노킹 (2005년)
- 파라다이스 (2004년)
- 실버 시티 (2004년)
- 몬티 월시 (2003년)
- 콜드 마운틴 (2003년) - 에스코 스웽거 역
- 컨트리 베어스 (2002년)
- 어느날 그녀에게 생긴 일 (2002년) - 팻 케리건 역
- 더 셀 (2000년)
- 유 노우 마이 네임 (1999년)
- 원 맨 히어로 (1999년)
- 아이언 자이언트 (1999년) - 마브 로치/플로이드 터보 목소리 역
- 로건의 전쟁 (1998년) - 벤 역
- 하이 로 컨츄리 (1998년)
- 포인트 블랭크 (1998년)
- 여행자 (1997년)
- 모녀의 전쟁 (1996년)
- 트루먼 (1995년)
- 와일드 빌 (1995년)
- 라스베가스 캅 (1994년)
- 못말리는 초보 선원 (1994년)
- 올리버 스톤의 킬러 (1994년)
- 메이저 리그 2 (1994년)
- 와이어트 어프 (1994년)
- 베인테드 디저트 (1993년)
- 허클베리 핀의 모험 (1993년)
- 폭풍의 라이더 (1993년)
- 크리스크로스 (1992년)
- 여자의 선택 (1992년)
- 스트레인저 앳 마이 도어 (1991년)
- 초원의 꿈 (1991년)
- 바람둥이 길들이기 (1990년)
- 리벤지 (1990년)
- 금지된 자유 (1989년)
- 메이저 리그 (1989년) - 루 브라운 역
- 반항의 계절 (1988년)
- 엉겅퀴 꽃 (1987년)
- 메이드 인 헤븐 (1987년)
- 악마의 분신 (1985년)
- 청춘의 승부 (1985년)
- 실버라도 (1985년)
- 코르테즈의 애가 (1982년)
- 위험한 만남 (1982년)
- 더 빅 블랙 필 (1981년)
- 뉴욕 소나타 (1980년)
- 도시의 카우보이 (1980년)
- 바비 조 앤 더 아웃로 (1976년)
- 폼 폼 걸스 (1976년)
- 메이컨 컨트리 라인 (1974년)
- 말이라 불리운 사나이 (1970년)
- 저니 투 샤일로 (1968년) - 텔리스 예거 역

### 텔레비전
- 딜론 보안관 (1966-73)
- FBI (1971-74)
- 월튼네 사람들 (1973-75)
- 명탐정 바나비 존즈 (1975)
- 미녀 삼총사 (1977-78)